# Vanvittig forelsket
Vanvittig Forelsket (arbetsnamn: Daniel, eng. titel: Love & Rage) är en dansk thriller från 2009, regisserad av Morten Giese. Filmen hade premiär 31 juli.
Filmen följer Daniel som är skolans mest begåvade pianistelev med en lovande karriär framför sig, men vars liv förändras när han förälskar sig i Sophie.

## Medverkande
- Cyron Bjørn Melville
- Sara Hjort
- Dejan Cukic
- Charlotte Fich